# Melchor de Yebra
Melchor Sanchez de Yebra (kurz Melchor de Yebra; * 1526 in Guadalajara als Melchor Sanchez del Arco; † 1. April 1586 in Toledo) gilt als erster Entwickler eines Fingeralphabets für Gehörlose.

## Leben
Melchor de Yebra wurde 1526 in Guadalajara als Melchor Sanchez del Arco geboren. Er war der Sohn von einem Eroberer von Orán Pedro Sanchez del Arco und Catalina Nieto.
Mit 20 Jahren trat er in das Franziskanerkloster San Juan de los Reyes in Toledo ein.
In einer Urkunde zum Ursprung der Stadt Yebra vom November 1575 wurde auch noch ein Bruder Yebras, Marcos Sanchez, erwähnt. Dieser Marcos Sanchez musste zusammen mit Bartolomé del Arco und Fray Luis de Yebra aus einer Villa ausziehen.
Am 1. April 1586 starb er im Kloster San Juan de los Reyes.

## Klosterleben
Nach seinem Eintritt ins Kloster war er zunächst in Alcalá de Henares und in El Castañar (Toledo) Wächter. In Toledo war er der Vikar der Nonnen seines Ordens mit Sitz im Kloster San Antonio. Es zog ihn dann nach Madrid, wo er die Positionen des Vikars und Beichtvaters im Kloster Las Descalzas (gegründet von port. Prinzessin Doña Juana) bekleidete. Dort wurde er auch zum Repräsentanten seines Ordens für das Königreich Kastilien gewählt und war Beichtvater der Töchter von König Philipp II. (Doña Isabel Clara Eugenia und Doña Catalina Micaela). Anschließend war er im Kloster von Alcalá de Henares wieder Wächter um dann bis zu seinem Tod im Kloster San Juan de los Reyes de Toledo zu leben.

## Fingeralphabet
Wegen seiner Verdienste zu Lebzeiten wurde 1593 postum sein einziges schriftliches Werk mit der Sammlung eines Fingeralphabets (spanisches Handalphabet) unter dem Titel „Refugium infirmorum“ von der berühmten Druckerei Luis Sanchez veröffentlicht.
Die Franziskaner nutzten schon lange vor Yebra ein manuelles Handalphabet zur Beichte in Extremsituationen (z. B. dem Sterben) bei der die Person weder Sprechen noch Hören konnte, um die Beichte zu erleichtern.
Yebra gibt als Erfinder für sein Alphabet den Heiligen Bonaventura (Alphabetum religiösrum incipiendiuman), mit dessen Alphabet er zwischen 1550 und 1580 in Kastilien in Berührung kam. Als Erster sieht er aber eine Möglichkeit des Einsatzes bei Gehörlosen. Man kann das Buch auch als Sammlung von Aphorismen für christliches Verhalten sehen, die auf die klösterlichen Zeichensprachen zurückgeht. Dieses Alphabet ist Teil einer langen Tradition von der Verwendung von manuellen Alphabeten und Nummerierungssystemen mit den Händen.
Er fasst sein Buch als Fibel mit Illustrationen für jeden einzelnen Buchstaben und einem kleinen Akrostichon als Merkhilfe sowie täglichen Lektüre zusammen. Insgesamt sind 22 Buchstaben enthalten. Das „J“ wird genau so wie heute ähnlich wie das „I“ gebärdet, das „U“ entsprach dem „V“ und „K, W“ gab es damals nicht im Spanischen. Es unterscheidet sich zu Bonets Alphabet und dem heute international häufig gebräuchlichen Einhand-Fingeralphabet. Die letzten Seiten des Buches widmete er der Betrachtung von Gehörlosen.
Es blieb aber bis 1891 unbeachtet, da das Buch „Reduction de las letras y Arte de enseñar a ablar a los mudos“ 1620 von Juan Pablo Bonet durch eine indirekte Verbindung zum Benediktinermönch Pedro Ponce de Leon lange Zeit als Grundlage des Fingeralphabets galt. Bonet gab in seinem Werk keine Quellen an, wurde aber wohl von Yebras Alphabet inspiriert.
Leon wurde lange Zeit als erster Lehrer und Erfinder des Fingeralphabets bezeichnet. Von ihm wurde 1986 eine unvollständige zweiseitige schriftliche Notiz gefunden. Als Quelle für Leons vollständiges Alphabet wird, mangels Aufzeichnungen, Bonets Buch betrachtet. Es ähnelte aber stark Yebras Alphabet, da die beiden Mönche sich durch ihre Verbindung zum spanischen Hof gekannt haben könnten.
Der Begriff Fingeralphabet wird teilweise synonym u. a. mit dem Begriff manuelles Handalphabet verwendet. Bei der Nutzung von Gebärdensprachen wird heute allerdings der Begriff Fingeralphabet bevorzugt.